# Čertoviny
Čertoviny je česká filmová pohádka režírovaná Zdeňkem Troškou. Snímek, inspirovaný pošumavskými báchorkami i tvorbou Jana Drdy, Josefa Lady a dalších spisovatelů, se začal natáčet 23. května 2017; předpremiéra se konala téhož roku mezi vánočními svátky a premiérově se Čertoviny promítaly 4. ledna 2018.

## Děj
Hlavními hrdiny jsou dva nešikovní čerti Popelák a Uhelák. Ti provádějí v pekle různé nezbedné kousky, až převrhnou kotel, z něhož uteče hříšná duše. Za trest jim Luciper uloží, aby ze světa přivedli do pekla dva hříšníky. Vydají se na zemi, kde se jim však zalíbí; namísto aby lidem škodili a sváděli je k hříchům, ještě jim pomáhají. V přestrojení za čeledíny se dostanou na statek a tu jim kyne naděje: vypočítavý sedlák chce svou dceru Haničku provdat za nafoukaného statkáře jménem Kopyto; Haniččino srdce ale patří čeledínu Janovi. Zdárné vyústění se tu neobejde bez přispění pekelných sil.

## Zajímavost
V příběhu chybí tradiční princezna. Vedle lidí a čertů je v pohádce zastoupený had, šest koní, mula, množství domácích zvířat – slepice, kachna, housata, ovce a beran, kozy a pětice papoušků.

## Obsazení
| Jakub Prachař           | Popelák                                                              |
| Dominick Benedikt       | Uhelák                                                               |
| Karel Dobrý             | Lucifer                                                              |
| Radek Holub             | Duše, která utekla z pekla                                           |
| Oldřich Navrátil        | sedlák Matěj Rybka, otec Haničky                                     |
| Sara Sandeva            | Hanička, sedlákova dcera; má ráda Jana, ale je nucena si vzít Kopyta |
| Andrea Hofmanová        | selka, matka Haničky                                                 |
| Jaromír Nosek           | sedlák Alois Kopyto, ženich Haničky                                  |
| Richard Jaroslav Müller | Jan, čeledín; má rád Haničku                                         |
| Jana Bernášková         | hraběnka                                                             |
| David Gránský           | hrabě                                                                |

## Filmové lokace
Natáčení probíhalo v zábavním parku Čertovina nedaleko Hlinska, ve skanzenu v Přerově nad Labem, v zámeckém parku na Dobříši, ve Velharticích, ve Vlhlavech i v drslavické tvrzi a trvalo 28 dnů.